# Hypericum wilmsii
Hypericum wilmsii är en johannesörtsväxtart som beskrevs av Robert Keller. Hypericum wilmsii ingår i släktet johannesörter, och familjen johannesörtsväxter. Inga underarter finns listade i Catalogue of Life.